# Lapin lunaire
Cette page contient des caractères spéciaux ou non latins. S’ils s’affichent mal (▯, ?, etc.), consultez la page d’aide Unicode.

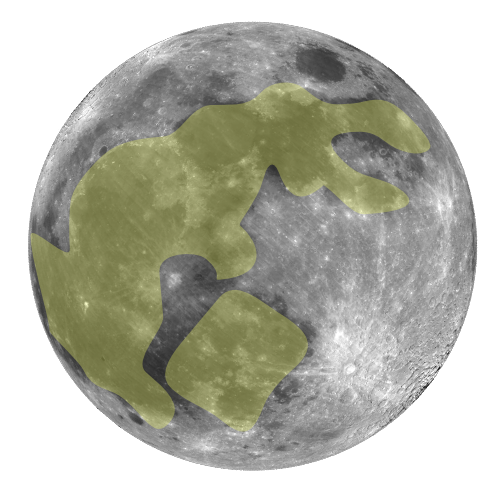
Lapin lunaire surligné.

Le lapin lunaire, ou lièvre de jade (chinois : 玉兔 ; pinyin : yù tù ; litt. « lapin de jade »), est une forme de lapin visible par paréidolie sur la Lune. L'histoire d'un lapin vivant sur la Lune existe dans de nombreuses cultures, notamment dans la mythologie aztèque et dans le folklore de l'Asie de l'Est, où il utilise un mortier et un pilon,.

## Folklore
Dans la mythologie chinoise, il est souvent présenté comme un compagnon de la déesse de la lune Chang'e, fabriquant constamment de l'élixir de longue vie pour elle, mais dans les versions japonaise et coréenne, il bat avec un pilon la pâte de riz gluant pour préparer le mochi (pâtisserie japonaise inspirée du caobing).
L'un des Jātakas, décrit l'histoire d'un lièvre (le Bouddha dans une vie antérieure) qui offrit son propre corps en guise de nourriture à un ermite. En récompense de ce geste, le dessin d'un lièvre orne la Lune.
Dans la mythologie aztèque, il est le lapin qui s'offre comme nourriture à Quetzalcóatl alors mourant de faim et de soif pendant un voyage. Pour que tous se souviennent de son acte de noblesse, Quetzalcoatl élève le lapin dans la lumière pour que son ombre se projette sur la lune. Dans une autre légende qui raconte la création du cinquième soleil, un lapin est jeté au visage de Tecciztecatl après qu'il eut hésité à sauter dans le feu sacrificiel quatre fois lors du rituel visant à faire de lui le soleil. Il devient ainsi la lune tachée de son acte de couardise en forme de lapin. L'autre candidat, Nanahuatl, saute avant lui devenant le soleil.
Le lapin lunaire figure sur le sceau de la province de Chanthaburi, en Thaïlande — Chanthaburi est la ville (buri, du sanskrit पुर, pura), de la lune (Chantha, du sanskrit चन्द्र, candrá).

## Époque moderne

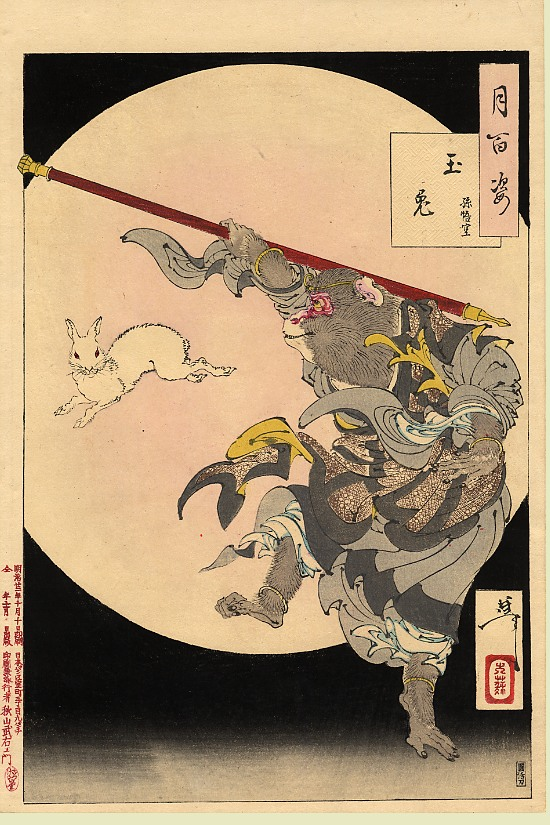
Sun Wukong et le lapin de jade (estampe de Yoshitoshi, 1889).

- Le mangaka Osamu Tezuka commence son manga Bouddha (1972-1983) par le Jātaka du lièvre qui se jeta dans le feu pour nourrir un ermite et dont la silhouette se retrouva ainsi sur la Lune[5].
- Le cinéaste expérimental Kenneth Anger a réalisé un court-métrage sur le thème du lapin lunaire, Rabbit's Moon (sorti en 1972 et 1979).
- Le personnage principal de la série japonaise Sailor Moon (1991-1997) tire son nom de la légende : Usagi Tsukino, dérivé de Tsuki no Usagi signifiant « le lapin de la Lune ».
- Dans le deuxième Tome du manga Dragon Ball (1984-1995), Sangoku transporte un groupe de bandits dirigé par un lapin jusqu'à la Lune, où ces derniers sont condamnés à préparer des mochis[6].
- La première astromobile lunaire chinoise, déposée sur la Lune par la sonde spatiale Chang'e 3 le 16 décembre 2013, porte le nom Yutu, c'est-à-dire « Lapin de jade », après un sondage en ligne[7] auprès de la population chinoise.
- À la fin du Baron Miaou, Nico Bally décrit un lapin de jade supervisant les actions des sélénites. Dans la postface du roman, l'auteur justifie la présence du lapin en rappelant les différentes sources culturelles du mythe.
- Dans le jeu vidéo Ōkami, la divinité du pinceau Yumigami, est un lapin maniant un grand mortier et faisant du mochi, son pouvoir permet de faire tomber la nuit en dessinant une lune dans le ciel avec le pinceau céleste.
- Angelo Branduardi livre une version fantasmatique du lièvre lunaire dans sa chanson Les rides de la lune.
- On voit le lapin de jade dans le film d’animation Netflix Over the Moon.
- Dans le jeu vidéo Final Fantasy XIV, une race d'hommes-bêtes ayant l'apparence de lapins, les Loporrites, a élu domicile sur la lune.